# Parkia parvifoliola
Parkia parvifoliola là một loài thực vật có hoa thuộc họ đậu, Fabaceae, là loài đặc hữu của Palau.